# The Take Off and Landing of Everything
The Take Off and Landing of Everything è il sesto album in studio del gruppo musicale alternative rock britannico Elbow, pubblicato nel 2014.

## Tracce
1. This Blue World – 7:13
2. Charge – 5:16
3. Fly Boy Blue / Lunette – 6:23
4. New York Morning – 5:19
5. Real Life (Angel) – 6:47
6. Honey Sun – 4:56
7. My Sad Captains – 6:00
8. Colour Fields – 3:42
9. The Take Off and Landing of Everything – 7:11
10. The Blanket of Night – 4:24

## Formazione
- Guy Garvey - voce
- Richard Jupp - batteria
- Craig Potter - tastiere
- Mark Potter - chitarra
- Pete Turner - basso

## Classifiche
| Classifica (2014)                   | Posizione raggiunta |
| ----------------------------------- | ------------------- |
| Italia (FIMI)                       | 61                  |
| Irlanda (IRMA)                      | 1                   |
| Regno Unito (Official Albums Chart) | 1                   |
| Stati Uniti (Billboard 200)         | 83                  |